# Музей почты (Евпатория)
Музей почты (укр. Музей пошти) — музей в Евпатории, открытый в 2006 году. Находится на улице Караева.

## История
Музей почты был открыт в 14‑м отделении связи Укрпочты в Евпатории в марте 2006 года. Новый музей занял часть операционного зала действующего почтового отделения по улице Караева, 2, в связи с чем посещение музея является бесплатным. Для создания музея были использованы архивы Крымского почтового управления. В 2011 году музей был закрыт на ремонт. После аннексии Крыма Россией музеем заведует «Почта России».
В соседнем здании с музеем почты находится Музей фармации Крыма.

## Экспозиция
Экспозиция музей состоит из предметов, демонстрирующих развитие почтовой связи. В музее представлены документы, фотографии, почтовые марки, открытки, конверты, форма почтальона 1915 года, а также ряд почтовых технических средств: штемпелевальный аппарат, почтовые весы, телефонный аппарат прямой правительственный связи. Самыми старыми экспонатами музея является открытка 1914 года и экземпляр газеты «Искра» за 1916 год. По состоянию на 2010 год в музее экспонировалось порядка 90 предметов.
Экспозиция архивных фотографий представлена под названием «От гонца до Интернета».